# Tăcerea mării (film din 1949)
Tăcerea mării (titlul original: în franceză Le Silence de la mer) este un film francez dramatic de război din 1949 scris și regizat de Jean-Pierre Melville, aflat la debutul său regizoral. Adaptat după nuvela omonimă din 1942 scrisă de Vercors (pseudonimul lui Jean Bruller). Plasată în timpul celui de-al Doilea Război Mondial în Franța ocupată, povestea se referă la relația unui francez și a nepoatei sale cu un locotenent german care este cazat în casa lor.

## Rezumat
În Franța ocupată, la începutul anului 1941, Werner von Ebrennac, un locotenent german șchiop din Wehrmacht, este repartizat să locuiască într-o casă dintr-un sat mic, unde trăiesc un bărbat pensionar și nepoata sa adultă. Cei doi, fără să discute despre asta, hotărăsc să nu vorbească și să nu-l recunoască pe intrusul nedorit. În majoritatea serilor, în timp ce unchiul își fumează pipa, iar nepoata coase lângă foc, ofițerul, la început îmbrăcat în uniformă, apoi în haine civile, vine să se încălzească și le adresează politicos un monolog scurt și unilateral. Vorbind o franceză bună, dezvăluie că este un compozitor necăsătorit și că este pentru prima dată în Franța, deși a studiat și admirat de mult literatura și cultura franceză, pe care pare să le prefere celei germane (cu excepția muzicii). Loial lui Hitler, speră că invazia nazistă va aduce o „căsătorie” de durată între Franța și Germania, benefică pentru toți, idee pe care o reia zi de zi, ilustrând-o cu referințe la Frumoasa și Bestia (Germania fiind bestia care trebuie doar acceptată de Franța pentru a se transforma în prinț). Werner privește deseori cu căldură spre nepoată în timp ce elogiază virtuțile Franței; ea rămâne tăcută, dar uneori își trădează sentimentele printr-un ușor tremur al degetelor.
Werner primește concediu în perioada primăverii și petrece două săptămâni la Paris. Când se întoarce în sat, unchiul și nepoata nu-l văd timp de mai bine de o săptămână. Într-un final, într-o seară, bate la ușă și nu intră până când unchiul, rupând tăcerea, îl invită înăuntru. Îmbrăcat din nou în uniformă, Werner le povestește gazdelor cum entuziasmul său de a vedea Parisul a fost umbrit de prezența forțelor de ocupație și, în cele din urmă, s-a transformat în deziluzie și disperare după ce a aflat despre Holocaust și a fost informat de un grup de ofițeri germani fanatici, inclusiv un vechi prieten, că planul nazist este să distrugă spiritul și cultura franceză și să subjuge Franța pentru totdeauna.
Fără să îi îndemne direct pe unchi și pe nepoată să se răzvrătească, Werner le spune că a cerut să fie transferat pe front și că pleacă a doua zi dimineață. Când rostește „adieu”, nepoata rupe tăcerea și șoptește „adieu” în replică.
A doua zi, unchiul lasă pentru Werner un citat din Anatole France: „Il est beau qu'un soldat désobéisse à des ordres criminels” („Este frumos când un soldat refuză să execute ordine criminale”). Werner îl citește, schimbă o privire cu unchiul și pleacă. Nepoata și unchiul iau prânzul în tăcere.

## Distribuție
- Howard Vernon – Werner von Ebrennac
- Nicole Stéphane – nepoata
- Jean-Marie Robain – unchiul
- Ami Aaröe – logodnica lui Werner
- Denis Sadier – prietenul și ofițerul SS al lui Werner
- Heim – ofițer german
- Max Fromm – ofițer german
- Roger Rudel – ofițer german
- Max Hermann – ofițer german
- Claude Vernier – ofițer german
- Georges Patrix
- Dietrich Kandler
- Henri Cavalier

## Lansare
Filmat în 1947, filmul a fost lansat de Gaumont la Paris pe 22 aprilie 1949. Au fost 464.032 de spectatori în Paris și 1.371.687 de spectatori în întreaga Franță.